# Tommy Johansson (musiker)
Tommy "ReinXeed" Johansson, född 26 oktober 1987 i Boden, är en svensk multiinstrumentalist, sångare och musikproducent inom genrerna power metal, heavy metal och rock, mest känd för sitt arbete i banden Sabaton och Majestica (tidigare ReinXeed).
År 2000 grundade Tommy bandet ReinXeed. Efter att ha släppt en demo och en EP gavs det första albumet The Light ut 2008 på Rivel Records. Därefter skulle han komma att släppa ett nytt album varje år till och med 2013, däribland 1912 (2011), en konceptskiva om Titanics förlisning. Under denna period hade bandet ett antal bandmedlemmar som kom och gick, med Tommy som ende fast medlem. Utöver de reguljära studioalbumen spelades även två samlingsalbum med coverversioner på låtar av bland andra ABBA, Roxette och Ace of Base in. Dessa skivor gavs ut under namnen Swedish Hitz Goes Metal och Swedish Hitz Goes Metal II.
Tillsammans med Christian Liljegren (Narnia) spelade han i det neoklassiska hårdrocksbandet Golden Resurrection, med vilka han under åren 2010 till 2013 medverkade på tre album.
Efter att ha legat på is ett par år väckte Tommy liv i ReinXeed igen. Bandet bytte namn till Majestica och 2019 släpptes albumet Above the Sky, på vilket Uli Kusch (ex-Helloween) spelar trummor.
Mellan 2016 och 2024 var Tommy medlem i power metal-bandet Sabaton, där han spelade gitarr och bidrog med bakgrundssång. Han lämnade gruppen under 2024 för att fokusera på sitt huvudband på heltid.
Under 2023 och 2024 medverkade han på Rhapsody in Rock på Dalhalla tillsammans med bland andra Robert Wells.  
Tommy har medverkat som gästmusiker på ett flertal power och heavy metal-bands album. Han laddar regelbundet upp covers på metal-, rock- och poplåtar på sin Youtube-kanal.
I februari 2025 släpptes Majesticas tredje studioalbum Power Train.  

## Diskografi (i urval)

### Majestica

#### Studioalbum
- Above the Sky (2019)
- A Christmas Carol (2020)
- Power Train (2025)

#### Singlar
- "Above the Sky in Tokyo (live)" (2021)
- "Metal United" (2021)
- "Glory of Christmas" (2021)
- "A New Beginning" (2024)
- "A Story in the Night" (2025)

### ReinXeed

#### Studioalbum
- The Light (2008)
- Higher (2009)
- Majestic (2010)
- 1912 (2011)
- Welcome to the Theater (2012)
- A New World (2013)

#### Samlingsalbum
- Swedish Hitz Goes Metal (2011)
- Swedish Hitz Goes Metal II (2013)

### Sabaton

#### Studioalbum
- The Great War (2019)
- The War to End All Wars (2022)

### Golden Resurrection

#### Studioalbum
- Glory to My King (2010)
- Man With a Mission (2011)
- One Voice for the Kingdom (2013)